# Reserva regional de San Giuliano
La Reserva regional de San Giuliano (en italiano, Riserva regionale San Giuliano) es un área natural protegida de la Basilicata creada con ley regional n.º 39 del 2000.

## Historia
La historia de la reserva regional San Giuliano está unida al nacimiento del lago homónimo, de crácter artificial, mediante el represamiento del río Bradano entre los años 1950 y 1957 gracias al programa económico de ayuda del Plan Marshall. La presencia del lago ha atraído desde el principio a numerosas especies de aves acuáticas, siendo necesarias las iniciativas dirigidas a proteger la zona. Así en el año 1976 el lago de San Giuliano se convirtió en "Oasis" de protección de la fauna. En el año 1989 WWF Italia obtuvo, a través de un acuerdo con el Consorzio di Bonifica di Bradano e Metaponto, concesionario de la zona, la gestión naturalística, instituyendo así un oasis. Desde el año 1991 el tramo del barranco del Bradano que se encuentra en el valle del vaso ha entrado a formar parte del Parque de la Murgia Materana. Además la región de Basilicata, para reforzar las acciones de tutela, ha creado en el año 2000 una Reserva natural orientada confiando su gestión a la provincia de Matera. Ha sido declarada por el Ministerio de Medio Ambiente un Lugar de Importancia Comunitaria y Zona de protección especial); finalmente, en mayo de 2003 se incluyó, por decreto ministerial, en la lista de humedales italianos protegidos por el Convenio de Ramsar para la conservación de las zonas de interés internacional para la fauna acuática.
En agosto de 2006 se encontró a orillas del lago un esqueleto fósil de ballena que se remonta al Pleistoceno, esto es, hace cerca de un millón de años. En 2008 se recuperó el fósil y se transfirió a un laboratorio de la Soprintendenza per il patrimonio storico, artistico e demoantropologico, para ser expuesto en el Museo Arqueológico Nacional "Domenico Ridola" de Matera.